# Boekhandel Van Rossum
Boekhandel Van Rossum is een boekhandel in Amsterdam. De boekhandel is onderdeel van Athenaeum | Scheltema met Athenaeum Boekhandel (op het Spui, in Zuidoost (Athenaeum Zuidoost) en Haarlem), Boekhandel Scheltema en Boekhandel het Martyrium, en werd in januari 1931 opgericht aan de Beethovenstraat 33, en is nu gevestigd op nummer 30-32. In 2016 werd de winkel, met een bijzondere collectie judaïca en een grote afdeling Nederlandse en Engelse kinderboeken, door Het Parool uitgeroepen tot populairste boekhandel van Amsterdam.

## Geschiedenis
Peter van Rossum Jr., sinds 1924 eigenaar van Boekhandel Minerva in de Vechtstraat 9, opende in januari 1931 Boekhandel P. van Rossum Jr. op Beethovenstraat 33.
Van Rossum jr. trok datzelfde jaar al de aandacht met de tentoonstelling 'Het geillustreerde kinderboek vroeger en nu', waarbij Rie Cramer kwam signeren. Hij richtte op 10 mei 1933 een 'rouwetalage' in naar aanleiding van de boekverbranding op de Bebelplatz in Berlijn, met boeken van verboden schrijvers als Heinrich Mann, Erich Kästner, Stefan Zweig, Sigmund Freud en Karl Marx.
In 1936 benoemde hij de toen 27-jarige Benjamin Jessurun Lobo als vennoot. De kleurrijke Lobo werd in 1938 enig eigenaar. In zijn instructies aan personeel en familie zou hij bepaald hebben dat een boek alleen mocht worden geopend onder een hoek van ten hoogste 45 graden. Van hem is de uitspraak: 'Een rokertje, dat is duur! Boeken zijn het goedkoopste wat er is.' Zijn smaak werd gewaardeerd, en had consequenties: John Kraaijkamp werd de winkel eens uitgezet omdat hij naar een boek over hengelsport vroeg. In 1973 schreef uitgever Geert van Oorschot over hem: 'Ik ben erbij geweest hoe hij een dame de mantel uitveegde om haar volgens hem vulgaire smaak en gebrek aan onderscheidingsvermogen.'
Vanaf 1967 was de boekhandel onderdeel van Verenigde Boekhandels N.V. Verbo, en na de dood van Lobo in 1973 draaide Klaas Jan Bas (van De Moderne Boekhandel Bas in de Leidsestraat) de winkel. Rond 1987 werd Marcus Colleran eigenaar. In 1994 moest de winkel wijken wegens de verbouwing van het blok, maar drie jaar later, in 1997, heropende Colleran met zakenpartner Beth Johnson de winkel aan de overkant, op Beethovenstraat 32. Na het vertrek van Colleran werd de Amerikaans-Nederlandse Johnson de enige eigenaar. Onder haar leiding werd de winkel in 2015 gerenoveerd en in oppervlakte verdubbeld door nummer 30 erbij te nemen. In 2020 werd de winkel onderdeel van Athenaeum Boekhandel, per 2024 Athenaeum | Scheltema b.v.

## Populariteit
Boekhandel Van Rossum is een van de 22 'mooiste boekhandels van Amsterdam' volgens NRC in 2014, en werd in 2016 door de lezers van Het Parool uitgeroepen tot de favoriete boekhandel van Amsterdam, voor Hoogstins en Het Martyrium.